# 울산동부소방서
울산동부소방서(蔚山東部消防署, Ulsan Dongbu Fire station)는 울산광역시 동구를 관할하는 울산광역시 소방본부 산하의 소방서이다.
소방서장은 소방정으로 보한다.

## 연혁
- 1999년 1월 14일: 울산동부소방서 개서
- 2018년 9월 1일: 울산북부소방서 분리

## 조직
| - 소방행정과 - 행정팀 - 예산장비팀 | - 방호구조과 - 예방홍보팀 - 소방민원팀 - 구조구급팀 - 지휘조사팀 |

## 관할센터 및 관할구역
울산동부소방서는 3개의 119안전센터와 1개의 구조대를 산하에 두고 있다.
| 명칭                     | 사진 | 주소               | 관할구역                          |  |
| ------------------------ | ---- | ------------------ | --------------------------------- |  |
| 화암119안전센터          |      | 꽃바위2가길 9      | 화정동, 방어동                    |  |
| 화정119안전센터          |      | 방어진순환도로 601 | 화정동, 대송동, 일산동, 전하3동   |  |
| 전하119안전센터          |      | 진성4가길 8        | 전하1·2동, 동부동, 서부동, 주전동 |  |
| 울산동부소방서 119구조대 |      | 꽃바위2가길 9      | 울산광역시 동구                   |  |

## 사건사고
- 2012년 10월 30일 강동수질개선사업소 하수처리장에서 발생한 익수자를 구조하던 중 소방관 1명이 순직하였다.[4]

## 같이 보기
- 대한민국 소방청
- 대한민국의 소방
- 소방관 계급